# Joanis Teofilakis
Joanis Teofilakis (gr. Ιωάννης Θεοφιλάκης; ur. w 1879 w Sparcie, zm. w 1968) – grecki strzelec, medalista olimpijski. Brat Aleksandrosa, także strzelca.
Joanis Teofilakis był jednym z najczęściej startujących olimpijczyków; wystartował w przynajmniej 33 konkurencjach olimpijskich i w trzech konkurencjach na Olimpiadzie Letniej 1906, często mylonej z igrzyskami olimpijskimi. Dało mu to łączną liczbę 36 występów na tychże zawodach. Jego brat Aleksandros, wystartował z kolei w 22 konkurencjach olimpijskich i 10 konkurencjach na Olimpiadzie Letniej 1906. Obydwaj wystąpili łącznie w 55 konkurencjach olimpijskich i w 13 konkurencjach Olimpiady z 1906 roku.
Pomimo tak licznych startów Joanis zdobył tylko jeden medal olimpijski. Miało to miejsce w Antwerpii w 1920 roku, kiedy to w jego udziale przypadł srebrny medal w drużynowym strzelaniu z pistoletu szybkostrzelnego.
Joanis był m.in. uczestnikiem pierwszych nowożytnych igrzysk olimpijskich. Wymieniony jest jako uczestnik dwóch konkurencji, w których nie zdobył medalu. Dziesięć lat później wystąpił w trzech konkurencjach na Olimpiadzie Letniej 1906, jednak ponownie bez sukcesu. Poza tym startował jeszcze: na IO 1908 (cztery starty), IO 1912 (12 startów), IO 1920 (11 startów, w jednym zdobył medal) i na IO 1924 (cztery starty).
Nigdy nie zdobył medalu mistrzostw świata.
W XXI wieku rozgrywano zawody imienia braci Teofilakisów.

## Wyniki olimpijskie (z Olimpiadą Letnią 1906)
| Igrzyska | Konkurencja                                                   | Wynik                                               | Miejsce                  | Źródło |
| -------- | ------------------------------------------------------------- | --------------------------------------------------- | ------------------------ | ------ |
| IO 1896  | Karabin dowolny, trzy postawy, 300 metrów                     | Wynik i miejsce nieznane                            | Wynik i miejsce nieznane | [ 4 ]  |
| IO 1896  | Karabin wojskowy, 200 metrów                                  | 1261 pkt.                                           | 9                        | [ 5 ]  |
| OL 1906  | Karabin dowolny, dowolna postawa, 300 metrów                  | 156 pkt.                                            | 28                       | [ 6 ]  |
| OL 1906  | Karabin wojskowy, klęcząc lub stojąc, 200 m (Gras 1873–1874)  | 68 pkt.                                             | 31                       | [ 7 ]  |
| OL 1906  | Karabin wojskowy, klęcząc lub stojąc, 300 metrów              | DNF                                                 | DNF                      | [ 8 ]  |
| IO 1908  | Pistolet dowolny, 50 jardów                                   | 406 pkt.                                            | 29                       | [ 9 ]  |
| IO 1908  | Pistolet dowolny, 50 jardów, drużynowo                        | 1576 pkt. (druż.) 398 pkt. (ind.)                   | 7                        | [ 10 ] |
| IO 1908  | Karabin dowolny, trzy postawy, 300 m, drużynowo               | 3789 pkt. (druż.) 712 pkt. ind. (302–248–162)       | 9                        | [ 11 ] |
| IO 1908  | Karabin wojskowy, drużynowo                                   | 1999 pkt. (druż.) 357 pkt. ind. (70-68-59-65-48-47) | 7                        | [ 12 ] |
| IO 1912  | Pistolet dowolny, 50 metrów                                   | 441 pkt.                                            | 18                       | [ 13 ] |
| IO 1912  | Pistolet dowolny, 50 metrów, drużynowo                        | 1731 pkt. (druż.) 442 pkt. (ind.)                   | 5                        | [ 14 ] |
| IO 1912  | Pistolet pojedynkowy, 30 metrów                               | 263 pkt.                                            | 23                       | [ 15 ] |
| IO 1912  | Pistolet pojedynkowy, 30 metrów, drużynowo                    | 1057 pkt. (druż.) 275 pkt. (ind.)                   | 5                        | [ 16 ] |
| IO 1912  | Karabin wojskowy, trzy postawy, 300 metrów                    | 63 pkt. (33-30)                                     | 75                       | [ 17 ] |
| IO 1912  | Karabin wojskowy, dowolna postawa, 600 metrów                 | 79 pkt.                                             | 34                       | [ 18 ] |
| IO 1912  | Karabin wojskowy, drużynowo                                   | 1445 pkt. (druż.) 249 pkt. ind. (67-64-65-53)       | 7                        | [ 19 ] |
| IO 1912  | Karabin małokalibrowy, dowolna postawa, 50 metrów             | 173 pkt.                                            | 32                       | [ 20 ] |
| IO 1912  | Karabin małokalibrowy leżąc, 50 m, drużynowo                  | 708 pkt. (druż.) 184 pkt. (ind.)                    | 6                        | [ 21 ] |
| IO 1912  | Karabin małokalibrowy, znikająca tarcza, 25 metrów            | 214 pkt.                                            | 21                       | [ 22 ] |
| IO 1912  | Karabin małokalibrowy, znikająca tarcza, 25 metrów, drużynowo | 716 pkt. (druż.) 211 pkt. (ind.)                    | 4                        | [ 23 ] |
| IO 1912  | Runda pojedyncza do sylwetki jelenia                          | 24 pkt.                                             | 30                       | [ 24 ] |
| IO 1920  | Pistolet wojskowy, 30 m, drużynowo                            | 1285 pkt. (druż.) 251 pkt. (ind.)                   |                          | [ 25 ] |
| IO 1920  | Pistolet dowolny, 50 metrów                                   | 462 pkt.                                            | 10                       | [ 26 ] |
| IO 1920  | Pistolet dowolny, 50 metrów, drużynowo                        | 2240 pkt. (druż.) 462 pkt. (ind.)                   | 4                        | [ 27 ] |
| IO 1920  | Karabin dowolny, trzy postawy, 300 metrów, drużynowo          | 3901 pkt. (druż.)                                   | 13                       | [ 28 ] |
| IO 1920  | Karabin wojskowy leżąc, 300 metrów, drużynowo                 | 270 pkt. (druż.)                                    | 11                       | [ 29 ] |
| IO 1920  | Karabin wojskowy leżąc, 600 m                                 | 59 pkt.                                             | 4                        | [ 30 ] |
| IO 1920  | Karabin wojskowy leżąc, 600 m, drużynowo                      | 270 pkt. (druż.)                                    | 7                        | [ 31 ] |
| IO 1920  | Karabin wojskowy stojąc, 300 m, drużynowo                     | 209 pkt. (druż.)                                    | 13                       | [ 32 ] |
| IO 1920  | Karabin wojskowy leżąc, 300 i 600 metrów, drużynowo           | 553 pkt. (druż.)                                    | 7                        | [ 33 ] |
| IO 1920  | Karabin małokalibrowy stojąc, 50 metrów                       | Wynik i miejsce nieznane                            | Wynik i miejsce nieznane | [ 34 ] |
| IO 1920  | Karabin małokalibrowy stojąc, 50 metrów, drużynowo            | 1727 pkt. (druż.)                                   | 10                       | [ 35 ] |
| IO 1924  | Pistolet szybkostrzelny, 25 metrów                            | 13 pkt.                                             | 43                       | [ 36 ] |
| IO 1924  | Karabin dowolny leżąc, 600 metrów                             | 78 pkt.                                             | 41                       | [ 37 ] |
| IO 1924  | Karabin dowolny, drużynowo                                    | 526 pkt. (druż.) 115 pkt. (ind.)                    | 12                       | [ 38 ] |
| IO 1924  | Karabin małokalibrowy leżąc, 50 metrów                        | 376 pkt.                                            | 41                       | [ 39 ] |